# Dorothea Wierer
Dorothea Wierer, née le 3 avril 1990 à Brunico, est une biathlète italienne, la première de son pays à s'adjuger le gros globe de cristal de la Coupe du monde, à deux reprises, à l'issue des saisons 2018-2019 et  2019-2020. Elle a aussi gagné le petit globe de cristal de l'individuel en 2016 et en 2021, celui de la poursuite en 2019 et de mass start en 2020. Elle totalise 57 podiums en Coupe du monde, dont 12 victoires individuelles. En remportant la mass-start des Championnats du monde 2019 à Östersund elle est la première italienne titrée aux Mondiaux. Dorothea Wierer remporte deux nouveaux titres mondiaux à domicile, à Antholz-Anterselva les 16 et 18 février 2020 en gagnant la poursuite puis l'individuel. À son actif également, trois médailles de bronze olympiques dont deux remportées avec le relais mixte italien en 2014 et en 2018 et une sur le sprint en 2022, ainsi que deux médailles d'argent et trois de bronze aux championnats du monde. Elle fait également partie des rares athlètes qui ont gagné au moins une course dans chaque spécialité du biathlon. Elle est la première biathlète depuis Magdalena Forsberg en 1998 à remporter deux fois de suite le classement général de la Coupe du monde.

## Carrière
Dorothea Wierer intègre l'équipe italienne de biathlon dès le début de l'année 2007 et dispute notamment la Coupe d'Europe junior et les mondiaux en catégorie jeune où elle obtient deux titres en 2008 puis 2009. Elle prend son premier départ en Coupe du monde à Oberhof en janvier 2009 et marque ses premiers points deux ans plus tard sur le sprint de Ruhpolding. Wierer apparaît comme le nouvel espoir du biathlon italien : elle obtient trois titres individuels aux Championnats du monde juniors 2011, devenant ainsi la première à réaliser le triplé dans cette compétition. Plus tard dans l'hiver, alors qu’elle n’a pas encore 21 ans, elle dispute ses premiers championnats du monde sénior à Khanty-Mansiïsk, où elle réalise son premier top 10 dans l'élite mondiale sur la poursuite, signant son premier 20/20 au tir et remontant à la neuvième place avec le dossard 27 au départ. Une performance qui lui permet de prendre part à sa première mass start, qui plus est aux mondiaux. 

### De 2012 à 2015: médailles aux Mondiaux et aux Jeux olympiques
En 2013 à Nové Město, lors de la troisième édition des Championnats du monde auxquels elle participe, Dorothea Wierer obtient la médaille de bronze du relais féminin en compagnie de Michela Ponza, Karin Oberhofer et Nicole Gontier, en réalisant un sans-faute au tir. Elle réalise un nouveau sans-faute dans le relais mixte italien qui termine à la 4e place.
Au cours de la saison, elle parvient à intégrer trois fois le top 20 en course individuelle de Coupe du monde dont elle finit à la 38e place du classement général. 
En 2014 aux Jeux olympiques de Sotchi, Wierer décroche la médaille de bronze dans l'épreuve du relais mixte (2 × 6 + 2 × 7,5 km), en compagnie de Karin Oberhofer, Dominik Windisch et Lukas Hofer, derrière la Norvège et la République tchèque. Elle s'était auparavant distingué lors de l'épreuve de sprint olympique, terminant à la 6e place avec un sans-faute au tir où sa rapidité d'exécution fait sensation (42 secondes pour les deux séances, record de l'épreuve).
Quelques semaines plus tard, elle accède à son premier podium individuel en Coupe du monde en terminant troisième de la poursuite de Pokljuka, devançant Darya Domracheva grâce à un sans-faute au dernier tir debout. Elle termine la saison 2013-2014 à la 16e place de la Coupe du monde.
Aux Championnats du monde 2015 à Kontiolahti, elle obtient une nouvelle médaille de bronze en relais féminin avec Lisa Vittozzi,Karin Oberhofer et Nicole Gontier, derrière l'Allemagne et la France, deux jours après avoir réalisé une belle performance sur l'épreuve de l'individuel : elle échoue en effet au pied du podium du 15 km, devancée de 4/10e de seconde par Kaisa Mäkäräinen pour la médaille de bronze et de 1,6 seconde par Gabriela Koukalová pour la médaille d'argent.  
Au cours de la saison, elle monte à plusieurs reprises sur le podium : deux secondes places lors des sprints de Oberhof et de Pokljuka, ainsi qu'une troisième place lors de la poursuite à Östersund. Elle termine la Coupe du monde 2014-2015 à la 7e place du classement général. 

### De 2015 à 2018: premières victoires et petit globe en Coupe du monde

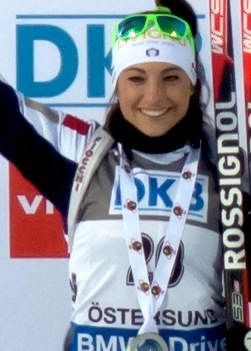
Dorothea Wierer sur le podium à Östersund en décembre 2015

En décembre 2015 à Östersund, elle remporte sa première victoire en Coupe du monde sur l'individuel 15 km grâce à un 20/20 au tir qui lui permet de devancer de 14 secondes Marie Dorin-Habert. Elle ajoute un autre succès dans la discipline à Ruhpolding avec un nouveau tir parfait et une large avance de 55 secondes sur Mäkärainen. Une 8e place lors de l'individuel des Mondiaux d'Oslo lui permet de gagner le petit globe de cristal de la spécialité, avec seulement 2 points d'avance sur Dorin-Habert et 26 points sur Koukalová. 
Elle remporte sa première mass start lors de l'étape de Canmore le 6 février 2016 : au coude-à-coude avec Dorin-Habert et Koukalová avant le dernier tir debout, un sans-faute lui assure la victoire. Au cours de la saison, elle fait preuve de régularité en montant à 10 reprises sur le podium en 25 courses (3 victoires, 3 secondes places et 4 troisièmes places). Elle termine la Coupe du monde à la 3e place du classement général avec 944 points, derrière Koukalová, 1074 points, et Dorin-Habert, 1028 points.  
Lors des Championnats du monde à Oslo, dans des conditions climatiques difficiles, elle s'adjuge la médaille d'argent en poursuite à 48 secondes  derrière l'intouchable Laura Dahlmeier, auteure d'un sans-faute au tir.  
Au cours de saison 2016-2017, Dorothea Wierer ne parvient pas à décrocher de nouveaux succès et elle doit se contenter d'une seconde place en poursuite à Nove Mesto, ainsi que de deux troisièmes places sur la mass start de Nove Mesto et la poursuite d'Östersund. La régularité de ses résultats lui permet cependant d'atteindre la 5e place au classement final de la Coupe du monde. Les Championnats du monde 2017 à Hochfilzen se révèlent décevants pour elle, avec comme meilleure performance une 8e place à la mass-start. 
Dorothea Wierer renoue avec la victoire le 11 janvier 2018 en remportant l'Individuel 15 km de Ruhpolding avec un sans-faute au tir lui permettant de devancer de 12 secondes Mäkäräinen. Elle signe également deux secondes places lors des poursuites d'Oberhof (remontant depuis la 16e place au départ grâce à un sans-faute au tir) et d'Antholz (derrière Dahlmeier) devant son public. Elle termine également 3e du sprint de Hochfilzen. Le 20 février, lors des Jeux de Pyeongchang 2018, elle s'adjuge avec Lukas Hofer, Dominik Windisch et Lisa Vittozzi une nouvelle médaille de bronze olympique en relais mixte, épreuve remportée par la France devant la Norvège. Elle n'obtient en revanche pas de médaille individuelle, une faute lors du dernier tir debout de la mass-start (qu'elle termine à la sixième place) la prive notamment de podium. 
Elle maintient son rang en Coupe du monde avec une nouvelle 5e place au classement général final, et remporte avec l'équipe italienne le petit globe de relais mixte (devançant la Norvège après une victoire lors de l'ultime course à Kontiolahti).

### Saison 2018-2019: titre mondial, gros globe et petit globe

#### Début de saison très brillant
À l'approche de la nouvelle saison, Dorothea Wierer évoque son objectif de finir dans le Top 5 en Coupe du monde et aussi d'échapper aux soucis de santé récurrents des années précédentes qu'elle attribue à sa mauvaise gestion du stress. Le départ inattendu des entraîneurs Patrick Oberegger et Patrick Favre oblige à une importante restructuration du staff italien. 
Portée par une forme étincelante, Wierer remporte sa première victoire en sprint à Hochfilzen le 13 décembre 2018 (première italienne à signer une victoire dans cette discipline depuis Nathalie Santer en 2000) en battant Mäkäräinen de 6/10e de seconde à l'arrivée, après avoir terminé deux fois derrière elle en sprint et en poursuite à Pokljuka. Elle porte dès le début de la saison le dossard jaune de leader de la Coupe du monde. Son aisance derrière la carabine (rapidité et précision) lui permet presque systématiquement de gagner du temps sur toutes ses rivales en sortant du pas de tir. Elle est ensuite sur la troisième marche du podium de la poursuite d'Hochfilzen malgré quatre erreurs au tir, ce qui montre ses progrès sur les skis par rapport aux saisons précédentes, et, le lendemain en remontant de la 11e à la 1re place, elle est le maillon fort du relais féminin italien qui s'impose devant la Suède et la France.
La troisième étape à Nove Mesto confirme les bonnes dispositions de l'italienne. Ses deux erreurs au tir lors du sprint l'éloignent du podium, mais elle décroche cependant une place dans le Top 10 qui lui permet de garder toutes ses chances pour la poursuite du lendemain. Un 19/20 et une bonne glisse lui permettent de lutter jusqu'au bout pour la victoire en poursuite : en tête avant le dernier tir debout, elle doit patienter 30 secondes à cause d'une rafale de vent et elle est finalement battue au sprint par la norvégienne Marte Olsbu Røiseland qui gagne sa deuxième course en deux jours. La mass start voit le retour en forme d'Anastasia Kuzmina qui remporte sa première course de la saison. Dorothea Wierer reste dans son sillage après le dernier tir debout, mais elle fléchit dans les deux derniers kilomètres et se laisse déborder par Paulina Fialkova et Anaïs Chevalier.
Avant la trêve des fêtes de fin d'année, Dorothea Wierer occupe la première place du classement avec 381 points, devant les surprenantes Paula Fialkova, 345 points, et Lisa Vittozzi, 276 points. Sa réussite au tir culmine à 91,5 %, soit un niveau qu'elle n'avait jamais atteint auparavant. Elle confie être désormais plus sereine sur le pas de tir, mais elle ne s'attend cependant pas à pouvoir garder son dossard jaune de leader tout au long de la saison.

#### Milieu de saison: exploit à Antholz
Les deux étapes allemandes marquent un fléchissement dans les performances de Dorothea Wierer. Elle obtient deux Top 6  lors de la poursuite d'Oberhof (où elle est pénalisée par une chute) et du sprint de Ruhpolding, mais subit deux contre-performances qui la freinent dans la course au grand Globe. Forte de ses deux premières victoires en Coupe du Monde, sa compatriote Lisa Vitozzi  s'annonce comme sa principale rivale. Pour expliquer cette baisse de forme, Wierer évoque le dur travail foncier auquel elle a consenti durant le break de fin d'année en espérant que ce travail payera sur la durée. 
La sixième étape de la Coupe du monde se déroule sur les terres italiennes d'Antholz. Une pression particulière est donc sur les épaules de la porteuse du dossard jaune dont les supporters italiens attendent un exploit. Dorothea Wierer montre de bonnes dispositions lors du sprint et est en tête aux temps intermédiaires avant le tir debout. Mais, au cours de la séance, elle ne parvient pas à se relâcher complètement et commet une erreur sans parvenir à tirer à sa cadence habituelle. En terminant 8e à seulement 15 secondes de la biathlète victorieuse Markéta Davidová, elle garde toutes ses chances sur la poursuite. Samedi 26 janvier, Dorothea Wierer montre dès le départ de très belles dispositions sur les skis et, malgré une faute sur le premier tir couché, elle reste au contact avec les meilleures. Le moment clé de la course intervient lors du premier tir debout où elle se mesure à Laura Dahlmeier qui commet une erreur et laisse partir Wierer seule en tête avec Vittozzi. On croit alors à un doublé italien, mais dans le dernier kilomètre Dahlmeier vient s'intercaler. Wierer remporte sa deuxième victoire de l'hiver, sa première en poursuite en Coupe du monde. Elle devient la première biathlète italienne à s'imposer à domicile, devant son public. Après l'arrivée, au bord des larmes, elle considère qu'il s'agit de la plus belle victoire de toute sa carrière. Le lendemain, sur la mass start, Wierer est encore au rendez-vous des meilleures jusqu'au dernier tir debout où elle concède une erreur qui la prive de podium. Elle termine cependant à une honorable 5e place qui la conforte en tête de la Coupe du monde avec 34 points d'avance sur Lisa Vittozzi et 124 points sur Røiseland.
Les épreuves organisées sur le territoire américain ne permettent pas à Wierer de conserver son dossard jaune. Tout d'abord, dans le froid glacial canadien, elle est en tête à mi-course de l'individuel, mais sa carabine se bloque lors de la 3e séance de tir et elle se désunit pour finir au-delà de la 20e place. Puis, à Salt Lake City, après un sprint dans le Top 10, elle sombre au tir lors de la poursuite avec 8 erreurs au total. Elle se console le lendemain en remportant le relais mixte simple avec Lukas Hofer.

#### Championne du monde de la mass-start à Östersund
Les débuts des Mondiaux semblent confirmer les difficultés passagères de Wierer au tir : elle commet 4 fautes lors du relais mixte, 2 au sprint et 8 à la poursuite. Les conditions climatiques changeantes d'Ostersund expliquent partiellement ces performances en retrait car son mode de tir très engagé ne tolère pas la moindre imprécision. Elle décroche cependant la médaille de bronze du relais mixte avec ses partenaires habituels . 
La suite des épreuves s'avère beaucoup plus favorable pour elle : son 18/20 au tir sur l'individuel ne lui permet cependant pas de faire mieux que 8e, loin de Vittozzi (médaille d'argent) qui prend une avance conséquente au classement général de la Coupe du monde. Avec 91 % de réussite au tir dans le relais mixte simple (deux pioches), Wierer place dans les meilleures conditions Lukas Hofer pour aller décrocher la médaille d'argent derrière la Norvège . Un coup de froid sur la digestion l'empêche de concourir dans le relais italien, ce qui lui permet d'avoir un jour de repos supplémentaire avant la dernière épreuve des Mondiaux.  
Le dimanche 17 mars, Wierer s'aligne au départ de l'épreuve reine, la mass start, sans grande certitude, dans des conditions météorologiques difficiles. Sur les skis elle semble plus à la peine que lors des épreuves précédentes, mais un double sans faute aux tirs couchés lui permet de figurer dans le peloton de tête. Huit biathlètes se présentent dans cet ordre sur le pas de tir du premier tir debout qui s'annonce périlleux avec un vent très capricieux : Wierer, Kryuko, Tandrevold, Preuss, Egan, Yurlova, Herrmann et Aymonier. En 22 secondes, Wierer abat toutes les cibles avec beaucoup d'aisance alors que ses adversaires commettent entre 1 et 5 erreurs. Elle se retrouve ainsi seule en tête avec une marge de 30 secondes sur sa première poursuivante, Yurlova. Au dernier tir, Wierer n'échappe pas à la nervosité qui accompagne généralement les séances décisives. La deuxième balle est à 1,5 cm à gauche de la cible et la dernière est 2 cm en bas à droite. Pendant que Wierer accomplit ses deux tours de pénalité, Yurlova se concentre au pas de tir : si elle parvient au sans-faute, elle devient championne du monde. Elle commet finalement une erreur sur la 4e balle juste en dessous de la cible, ce qui laisse Wierer entamer en tête le dernier tour avec 10 secondes d'avance. Malgré la fatigue et les douleurs musculaires, Dorothea Wierer se bat sur ses skis jusqu'au bout pour décrocher, de haute lutte, son premier titre mondial ,. 
Le bilan des Mondiaux s'avère très flatteur pour l'Italie avec deux titres (mass-start pour Windisch chez les hommes) et notamment une médaille de chaque métal pour Wierer. Au classement de la Coupe du monde, Vittozzi et Wierer ont désormais le même nombre de points (852, mais Wierer porte le dossard jaune compte tenu d'un plus grand nombre de victoires que sa coéquipière), ce qui apporte un piment particulier aux dernières épreuves de la saison, d'autant plus que l'attribution des petits globes de spécialité s'avère très indécise.

#### Premier gros globe de cristal pour l'Italie
Le stade d'Holmenkollen accueille la dernière étape de la Coupe du monde. Lors du sprint, un coup de théâtre se produit : alors que Wierer assure la 11e place, Vittozzi ne parvient pas à gérer le stress de l'événement en commettant 5 erreurs au tir, ce qui la repousse au-delà de la limite de qualification pour la poursuite. En conséquence, Dorothea Wierer fait un pas important vers l'obtention du gros globe de cristal . Lors de la poursuite, malgré un tir moyen pour elle, elle obtient assez de points pour s'adjuger le petit globe de la spécialité devant Røiseland et Kuzmina.
Au départ de la mass-start, dernière course de la saison, trois biathlètes peuvent encore prétendre au titre suprême : Wierer, Vittozzi et Kuzmina qui vient de remporter haut la main les deux courses précédentes. Tout se joue lors du premier tir couché : Wierer fait le sans-faute alors que Kuzmina et Vittozzi commettent respectivement 2 et 3 fautes qui les éloignent définitivement de la tête de course. Malgré 3 erreurs au second tir couché, Wierer parvient à gérer sa course sans paniquer et devance au classement général Lisa Vittozzi de 22 points et Anastasia Kuzmina de 34 points. À presque 29 ans, Dorothea Wierer signe la plus belle saison de sa carrière grâce à sa constance (au moins 17 points obtenus dans toutes les courses), sa régularité (7 podiums dont 3 victoires et 21 fois dans le Top 12) et sa combativité, parvenant à contenir la pression du dossard jaune en étant à l'attaque sur le tir et sur les skis. 
Dorothea Wierer marque durablement l'histoire du biathlon italien et tous les superlatifs accompagnent son triomphe. La presse italienne signale qu'au-delà du biathlon seuls deux autres sportifs hivernaux du pays ont réussi à gagner la même année un titre mondial et le classement général de la Coupe du monde : le lugeur Armin Zöggeler et le skieur alpin Gustav Thöni.

### Saison 2019-2020: deux nouveaux titres mondiaux et un deuxième globe de cristal

#### Début de saison en jaune

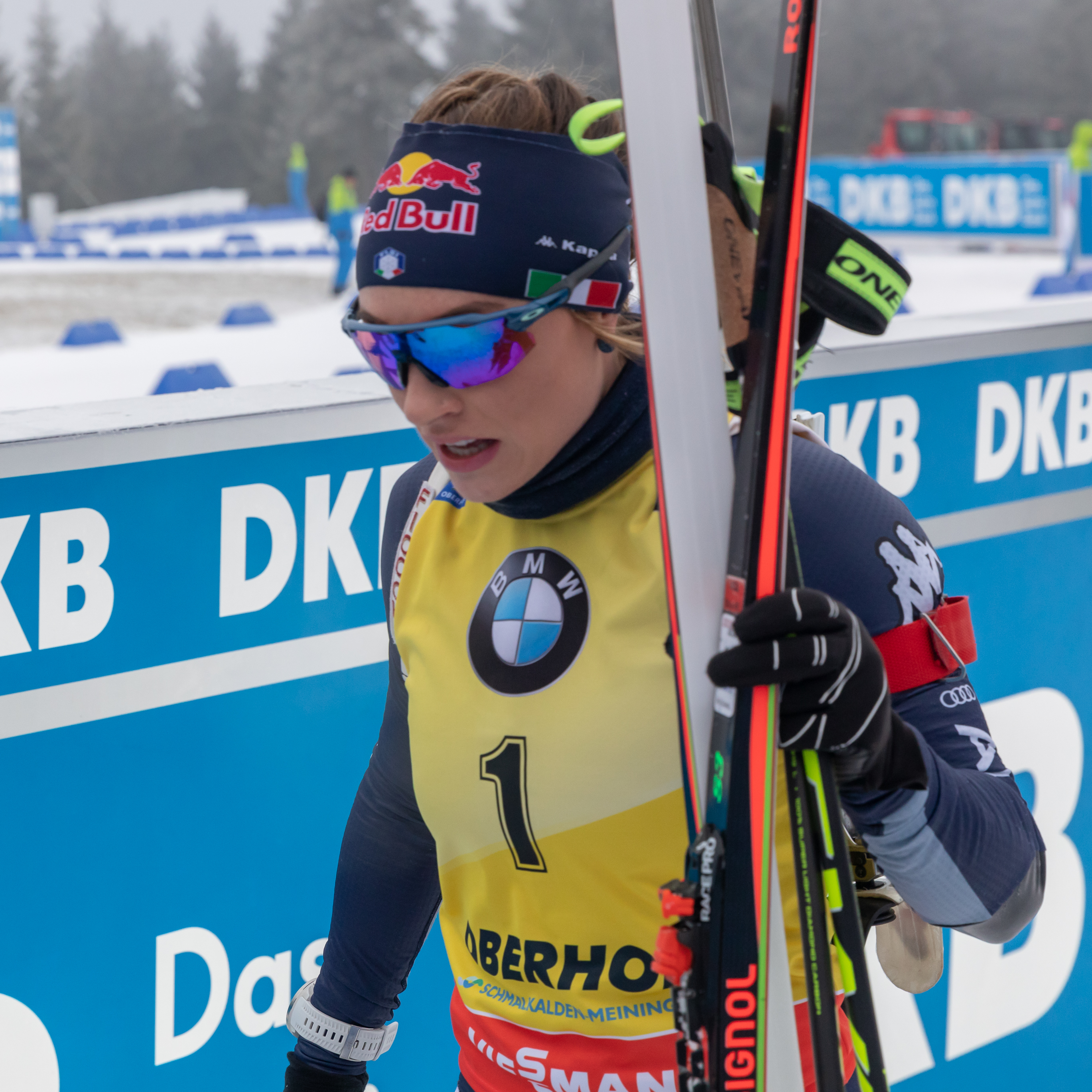
Avec le dossard jaune de leader de la Coupe du monde à Oberhof en janvier 2020

Au cours de l'intersaison, Dorothea Wierer subit les sollicitations dues à ses brillants résultats au point qu'elle est remise en question sur ses motivations. Néanmoins, ses courses de préparation sont satisfaisantes et elle aborde la reprise à Östersund avec confiance. Le premier sprint est déjà l'occasion de renouer avec la victoire malgré une faute au tir debout. En effet, sa rapidité sur les skis et dans l'exécution des tirs lui permet de devancer Marketa Davidova et Franziska Preuss, toutes deux auteurs d'un sans-faute. C'est cependant Marte Røiseland qui s'adjuge la 2e place, forte du meilleur temps sur les skis. Quatre jours plus tard, lors de l'individuel, Wierer commet 3 fautes dans les deux premières séances de tir, puis se rachète avec un sans-faute sur les deux séances suivantes. Elle termine 7e et conforte son dossard jaune par rapport à ses concurrentes directes.
Le 13 décembre à Hochfilzen, elle remporte le deuxième sprint de la saison avec une erreur au tir et le troisième temps à skis. Alors que tout semble réuni pour qu'elle assoie sa domination lors de la poursuite, une fébrilité au tir (5 fautes) l'éloigne d'un podium 100 % scandinave.
Les épreuves du Grand Bornand débutent sous une pluie battante qui semble tétaniser Wierer lors du sprint. Sous le soleil revenu le lendemain, elle accomplit une spectaculaire remontée de la 22e à la 4e place au cours de la poursuite. La mass start montre toute sa science tactique car elle parvient à décrocher une 2e place, en étant défavorisée sur les skis par rapport aux norvégiennes et aux françaises.
À la fin du premier « trimestre », Dorothea Wierer possède 17 points d'avance sur Tiril Eckhoff et 22 sur Ingrid Tandrevold. Ses adversaires les plus dangereuses la saison dernière (Vittozzi, Fialkova, Mäkäräinen, Hanna Öberg, Røiseland) sont reléguées à plus de 120 points.

#### À la lutte avec Eckhoff
Début janvier, l'étape d'Oberhof se déroule dans des conditions météorologiques éprouvantes et sur une neige rare et saturée d'eau. Wierer parvient à maintenir le niveau qu'elle avait jusque là : malgré une glisse moyenne et une faute au tir, elle décroche la 4e place du sprint, puis elle obtient la même place lors de la mass start en commettant cependant 5 fautes au tir.
Le sprint de Ruhpolding la voit réaliser son premier sans-faute de la saison et monter sur le podium derrière Eckhoff et Hanna Öberg qui deviennent ses plus sérieuses concurrentes pour le gros Globe. La poursuite semble offrir à Wierer la confirmation des résultats précédents et, après les tirs couchés, elle est à la lutte pour le podium. Mais les deux séances de tir debout ainsi que le dernier tour de piste indiquent un fléchissement physique et mental qui la font reculer à la 20e place. Tiril Eckhoff quant à elle remporte sa 6e course de la saison et en profite pour prendre le large au classement général.
À Pokljuka, l'épreuve de l'individuel ne sourit pas à Dorothea Wierer qui  prend 4 minutes de pénalité aux tirs debout et termine au-delà du top 20. Eckhoff, victime d'une attaque virale, étant forfait sur la mass start, Wierer a la possibilité de refaire tout ou partie de son retard au classement général de la coupe du monde. Après les trois premières séances de tir, elle figure dans le peloton de tête, mais elle est trahie une nouvelle fois par la dernière séance de tir et deux erreurs qui la font reculer à la 9e place. À l'issue du second « trimestre », elle occupe la 2e place du classement général, avec 15 points de retard sur Eckhoff et 53 points d'avance sur Hanna Öberg.
À l'approche des championnats du monde qui vont se dérouler en Italie, Wierer confie qu'elle a eu des douleurs au dos qui l'ont handicapée. Elle fixe ses objectifs pour le reste de la saison : une médaille aux Mondiaux et une place finale dans les trois premières du général de la Coupe du monde. Elle évoque par ailleurs les futurs Jeux Olympiques pour lesquels elle refuse de se projeter .

#### Double championne du monde sur ses terres
Chez elle à Antholz, où se déroulent les championnats du monde 2020, Dorothea Wierer obtient la médaille d'argent sur l'épreuve d'ouverture, le relais mixte, en compagnie de Lisa Vittozzi, Lukas Hofer et Dominik Windisch, derrière la Norvège. Elle se classe ensuite 7e du sprint remporté par Marte Osbu Røiseland en commettant deux fautes au tir, mais reprend malgré tout possession du dossard jaune à la suite de l'effondrement d'Eckhoff (6 fautes).
Le dimanche 16 février, Wierer s'élance dans la poursuite avec un retard de 39 secondes. Après le premier tir couché, elle rejoint déjà la Norvégienne championne du monde du sprint en tête de course. Le match entre les deux biathlètes est intense dans les deux séances de tir suivantes où elles ne parviennent pas à se départager. Le dénouement se déroule au dernier tir debout : Wierer manque la première cible ce qui semble déstabiliser Røiseland qui commet deux fautes consécutives ouvrant ainsi la porte à son adversaire. Wierer prend beaucoup de temps pour tirer la dernière cible qu'elle parvient à blanchir avec beaucoup de sang froid. Denise Herrmann se présente alors sur le pas de tir : si elle fait un sans faute, elle peut rattraper l'italienne, mais elle commet une erreur sur la dernière balle. Wierer peut alors s'envoler vers la victoire et savourer bien avant de franchir la ligne devant Hermann et Røiseland . La presse italienne rend hommage à la championne dont la notoriété monte en flèche du fait de la diffusion de l'épreuve par la RAI ,,.
Le mardi 18 février, la championne de Brunico se présente dans l'individuel avec le dossard 57, choisissant de partir après ses principales adversaires. Avec deux minutes de pénalité cumulées lors des deux premiers passages sur le pas de tir, elle ne pointe qu'en 17e position à mi-course, mais son rythme à ski est élevé et, lors du second tir couché, elle clique 6 fois afin de tenir compte du vent fluctuant et réalise un sans-faute qui la replace au 9e rang. Son dernier tir est un chef-d'œuvre de précision, de maîtrise et de rapidité, malgré la pression de l'enjeu. À la sortie du pas de tir, elle possède une avance de 2 s 2 sur Vanessa Hinz  et de 19 s 7 sur Marte Olsbu Røiseland. Avertie des temps de passage de ses concurrentes, Wierer s'accroche sur les skis dans le dernier tour pour conserver son capital. Au bout de l'effort, elle gagne sa deuxième course consécutive pour la première fois de sa carrière et avec ces deux titres de championne du monde elle suscite les superlatifs dans la presse transalpine,,.
Lors du relais mixte simple, elle manque de fraîcheur et commet trop d'erreurs au tir pour postuler au podium. Dans le relais féminin, l'équipe italienne est trop hétérogène pour prétendre aux premiers rôles, mais le public retient l'impressionnante démonstration au tir debout de Wierer qui abat les cibles à une cadence remarquable, à peine six secondes d'intervalle entre la première et la cinquième balle.
Au cours de la mass start, dernière course des Mondiaux, Dorothea Wierer montre un visage offensif et conquérant. Après 3 séances de tir, elle est aux avant-postes malgré 2 fautes grâce à une belle efficacité sur les skis. Lors du dernier passage au tir, elle figure dans le trio de tête avec Julia Simon et Hanna Öberg qui ratent toutes les deux 2 cibles. Wierer abat les quatre premières cibles, mais son 5ème tir échoue à quelques millimètres sur la droite. Elle repart en tête pour le dernier tour, et reste cependant sous la menace de Røiseland qui effectue une remontée spectaculaire. Le dernier kilomètre est haletant : Wierer, à bout de force, ne peut pas s'opposer à l'accélération finale de son adversaire et doit se contenter de la médaille d'argent, concluant de façon brillante les meilleurs championnats du monde de sa carrière. À la fin de la course, Wierer évoque avec regret la "faute stupide" lors de la dernière balle qui la prive d'un triplé à sa portée.
Le bilan des championnats se révèle très positif pour Wierer : elle est parvenue à se transcender devant son public, elle a considérablement enrichi son palmarès personnel, elle a remporté toutes les médailles de l'équipe d'Italie (trois individuelles plus celle du relais mixte avec ses coéquipiers), et elle possède désormais une marge assez confortable sur ses adversaires directes dans la course au gros Globe (106 points d'avance sur Öberg, 112 sur Eckhoff et 122 sur Røiseland). Mais le plus important est peut-être l'impact populaire de ses exploits puisque, pour la première fois en Italie, l'audience dépasse un million de téléspectateurs. Ce phénomène est à rapprocher de l'impact, durant la dernière décennie, que suscitèrent en France les victoires de Martin Fourcade ou en Tchéquie celles de Gabriela Koukalová.

#### Deuxième gros globe de cristal
Après des mondiaux réussis, Dorothea Wierer se présente donc à Nové Město en position de force pour le gros globe. Sous la pluie, avec une neige très lente et dans un stade maintenu à huis clos à cause du risque épidémiologique, elle est à la peine dans le sprint, d'autant plus qu'elle commet 3 erreurs au tir. La mass start est plus rassurante pour elle puisqu'elle termine 5ème, mais en concédant cependant encore des points précieux sur ses principales adversaires. À l'issue de l'étape tchèque, elle n'a plus que 69 points d'avance sur Tiril Eckhoff et 71 sur Hanna Öberg, sachant que ses deux plus mauvais résultats restent à retirer en fin de saison pour un total a priori de 35 points.
Juste avant l'étape finlandaise, la municipalité d'Oslo annonce que les épreuves de la dernière étape prévue en Norvège ne pourront pas s'y dérouler en raison de la crise sanitaire. L'IBU prend la décision le 12 mars d'annuler la dernière étape et d'écourter la saison qui se termine donc de manière anticipée à huis clos à Kontiolahti. Les dernières épreuves se déroulent dans une ambiance très particulière puisque la plupart des autres compétitions sportives ont été annulées par précaution sanitaire. La dernière mass-start qui devait avoir lieu à Oslo étant annulée, Wierer, qui était en tête du classement se retrouve donc lauréate du petit globe de la spécialité avec 13 points d'avance sur Eckhoff.
L'Italie est particulièrement touchée par l'épidémie du COVID-19 et Dorothea Wierer en est affectée. Avant de disputer le sprint du 13 mars à Kontiolahti, elle écrit sur sa carabine : "Andra tutto bene, vinceremo insieme" ("Tout va s'arranger, nous gagnerons ensemble") à destination des téléspectateurs italiens maintenus en état de confinement depuis plusieurs jours. Elle commet encore trois erreurs, montrant des signes de fébrilité et un manque de lucidité lors des dernières balles. De plus, la neige lente la défavorise par rapport aux skieuses les plus puissantes de sorte qu'elle termine à une médiocre 19e place à 1min 19 de Herrmann, gagnante du jour. Elle cède également 47 secondes et surtout 43 points à Eckhoff, ne conservant virtuellement qu'un avantage infime sur elle au classement général. Öberg, sa seconde adversaire, termine plus loin et est mathématiquement écartée de la course au gros globe.
Le soir venu, Dorothea Wierer fait état de ses doutes à son entourage proche et semble faire le deuil de sa couronne. Cependant, le lendemain, le soleil et le froid sont revenus sur la Finlande, rendant la neige beaucoup plus rapide que la veille. De plus, un vent capricieux s'installe sur le pas de tir, rendant plausibles les scénarios avec rebondissements multiples. Dès les premiers hectomètres, Wierer montre de bonnes dispositions en suivant la cadence rapide de Kaisa Mäkäräinen qui dispute à domicile la dernière course de sa carrière en Coupe du monde. L'Italienne commet une erreur au premier tir, ce qui la rapproche d'Eckhoff qui en commet deux. La deuxième séance change peu les positions et Wierer aborde le premier tir debout avec seulement 12 secondes de retard sur Eckhoff. La norvégienne effectue un tir précis avec une belle cadence alors que l'Italienne est une nouvelle fois trahie par son tir debout et commet deux erreurs. Eckhoff prend la tête de la course et Wierer pointe à la 16ème place à près d'une minute. Tout semble alors perdu pour elle pour le gros globe, mais il reste le dernier tir debout comme juge de paix. Eckhoff aborde l'ultime exercice avec 10 secondes d'avance sur Julia Simon et Lisa Vittozzi. Elle choisit d'attendre que le vent se stabilise avant de lâcher ses balles, mais à côté d'elle, Julia Simon attaque un tir engagé avec une insolente réussite et s'envole vers la victoire. Eckhoff semble tétanisée et accumule 3 erreurs consécutives qui la pénalisent lourdement dans le final. Pendant que son adversaire accomplit ses tours de pénalité, Wierer se présente sur le pas de tir, elle rate sa deuxième balle, mais enchaîne ensuite trois tirs victorieux sans trembler. Les deux adversaires sortent du tour de pénalité pratiquement ensemble autour de la 10e place, l'Italienne se trouvant devant pour quelques mètres. Eckhoff rejoint Wierer mais ne parvient pas à la distancer. La Norvégienne coupe la ligne d'arrivée en 10e position juste devant l'Italienne dans la même seconde. Dorothea Wierer, qui se voit retirer pour le classement général les 18 points de son second plus mauvais score, préserve sa 1ère place de la Coupe du monde pour 7 points. 
À l'image de Federica Brignone en ski alpin, Dorothea Wierer apporte à une Italie rudement éprouvée par la crise sanitaire un rayon de soleil bienfaiteur et devient le symbole d'un pays meurtri, mais restant combatif et finalement victorieux. Elle est la première biathlète depuis Magdalena Forsberg à remporter le gros globe deux années consécutives et entre dans le "club des 6" (avec Forsberg, Neuner, Mäkärainen, Korpela et Reztsova) ayant gagné le classement général de la Coupe du monde à plusieurs reprises. Lors de la période de confinement chez elle, Dorothea Wierer prend le temps de la réflexion et se fixe comme objectif de tenter de rester au plus niveau jusqu'en 2022, avec en point d'orgue les Jeux olympiques de Pékin.

### Saison 2020-2021: petit globe de l'individuel

#### Un début de saison en demi-teinte
Dès l'ouverture de la saison, le 28 novembre, Dorothea Wierer honore fièrement son dossard jaune en remportant l'individuel de Kontiolahti grâce au tir, avec un sans faute plein d'autorité. Elle gagne cependant de justesse (moins d'une seconde) cette première course en cédant notamment trente-quatre secondes dans les trois derniers kilomètres à sa dauphine l'Allemande Denise Herrmann, signe qu'elle n'est pas à son meilleur niveau à ski.
Les trois autres épreuves en Finlande confirment la petite forme physique de Wierer, qui ne parvient pas à se classer dans le top 20 de ces courses avec à chaque fois un dernier tour de piste très laborieux sur les skis. Ces contre-performances sont sans doute la conséquence d'un déficit de préparation foncière à l'inter-saison, tout en étant liées aux conditions particulières de Kontiolahti (neige lente, côte raide sur le parcours et courses en nocturne). Au classement de la Coupe du monde, après seulement quatre épreuves, Wierer est déjà distancée de 91 pts par la Suédoise Hanna Öberg et de 55 pts par la Norvégienne Marte Olsbu Røiseland, deux de ses adversaires figurant parmi les favorites pour le gros globe.
Les deux dernières étapes de décembre se déroulent à Hochfilzen en Autriche, où figurent au programme deux sprints, deux poursuites et une mass-start. Dorothea Wierer affiche un regain de forme en obtenant cinq top 10 consécutifs, dont un podium lors de la première mass-start de la saison (3e derrière les Norvégiennes Røiseland et Eckhoff). Cette amélioration résulte d'une meilleure tenue sur les skis, et surtout d'une efficacité remarquable au tir (92,5 % de réussite en moyenne sur les cinq épreuves). À la trêve de Noël elle remonte à la sixième place du classement général, à 111 pts de Røiseland, devenue leader.

#### Un podium en janvier
Sur la première course de janvier 2021 à Oberhof, elle réalise l'une de ses plus mauvaises performances de la saison au sprint mais se rattrape dans la poursuite suivante grâce à un tir sans-faute qui lui permet de rentrer dans le top dix (7e). Elle remonte sur le podium en se classant deuxième du sprint de la deuxième semaine d'Oberhof, juste derrière Tiril Eckhoff impressionnante sur les skis. Le scénario de la mass-start est annonciateur des difficultés que Dorothea Wierer va rencontrer jusqu'à la fin de saison : très à l'attaque dès le début de course, elle se présente en tête avec près d'une demi-minute d'avance au dernier tir mais recule en raison de deux erreurs pour finalement terminer 6e. La dernière étape avant les Mondiaux se déroule à Antholz où elle se classe 4e de l'individuel et conforte ainsi son dossard rouge de leader de la discipline. Deux jours plus tard lors de la mass-start, elle commet cinq fautes au tir dont deux en position couché qui la font terminer hors du top quinze, ce qui est de nature à entretenir le doute en raison par ailleurs de sa forme physique incertaine.

#### Des mondiaux sans médaille
Au début février elle tombe malade ainsi qu'une partie de délégation italienne et commence les championnats du monde de Pokljuka amoindrie. Après un bon relais mixte de sa part elle éprouve en effet des difficultés sur les skis pour terminer l'épreuve du sprint, perdant beaucoup de temps dans le dernier tour et rétrogradant de sept places pour se classer finalement 20e. Elle réagit cependant magnifiquement le lendemain en effectuant le meilleur temps de la poursuite qui lui permet de remonter jusqu'au pied du podium, à une dizaine de secondes de la médaille.
Sur l'individuel, elle adopte une stratégie inhabituelle pour défendre son titre : elle prend son temps sur le pas de tir afin d'assurer le plein qu'elle ne parvient finalement pas à faire, car lors des deux dernières séances elle commet à chaque fois une erreur pour un total de deux minutes de pénalité. Elle arrive tout juste à intégrer le Top 10.
Elle est ensuite alignée sur le relais simple mixte où elle espère briller en compagnie de Lukas Hofer. Le duo italien se distingue dès l'entame avec un Hofer très vif qui passe le premier relais en tête avec l'Autriche. Wierer effectue ensuite un sans-faute qui lui permet de rester 7 secondes devant l'Autriche, la France et la Norvège à la fin de sa première manche. Le second relais d'Hofer est de bonne facture et Wierer s'élance avec 5 secondes de retard sur la France et 11 secondes d'avance sur la Norvège. La séance du tir couché permet à Wierer de prendre le dessus sur Julia Simon qui pioche une fois. L'Italie, la France et la Norvège de la véloce Eckhoff sont dans un mouchoir au moment d'aborder l'ultime séance de tir debout. Wierer blanchit les quatre premières cibles tandis que Simon pioche une nouvelle fois. Alors qu'elle en est à une réussite de 19/19, Wierer temporise sur la dernière balle qui lui échappe. Tétanisée par l'enjeu, elle ne parvient à tirer profit des trois balles de pioche et enchaine quatre fautes consécutives. Elle réalise très vite que Simon, Eckhoff ainsi que Hanna Öberg ont blanchit les cibles et qu'avec son tour de pénalité toute chance de médaille pour l'Italie vient de s'envoler, alors que peu avant le titre mondial était accessible. L'intensité dramatique de ce final complètement imprévisible suscite beaucoup d'émotion dans la presse qui rend hommage, en dernier lieu, à l'incomparable beauté, parfois cruelle, de ce sport,,,.
Sur la mass-start, épreuve finale des Mondiaux, Dorothea Wierer se retrouve en embuscade à une quinzaine de secondes du podium au moment du dernier passage au tir, mais une balle manquée la prive de toute possibilité de se mêler à la lutte pour les médailles dans le dernier tour.
Les Mondiaux 2021 se concluent par une absence totale de médailles pour la délégation italienne, et un retard au classement général de la coupe du monde sur Eckhoff désormais très difficile à combler pour Wierer.

#### Un petit globe comme consolation
Néanmoins, au moment d'aborder le dernier « trimestre » de compétition, Dorothea Wierer peut se consoler avec le petit globe de l'individuel, dont elle doit toutefois partager le gain avec Lisa Theresa Hauser, championne du monde de la discipline, en raison de la règle du retrait du moins bon des trois résultats de la saison.  
Lors de la quinzaine de Nove Mesto, Dorothea Wierer s'illustre en obtenant son quatrième podium de la saison sur le second sprint, une 5e place à la poursuite du lendemain et enfin une 2e place dans le relais mixte avec ses partenaires habituels.
L'étape finale d'Östersund donne l'occasion d'une lutte très indécise pour la victoire dans le sprint où Wierer est coiffée sur le fil par Eckhoff, alors que l'Italienne était encore en tête au dernier pointage à quatre cents mètres de l'arrivée. Les deux dernières épreuves de la saison sont perturbées par le vent qui transforme parfois les séances de tir en loterie. À ce jeu-là, Dorothea Wierer montre des signes de fébrilité illustrant le manque de confiance qui l'a accompagné depuis le mois de novembre. La mass-start de clôture offre des rebondissements lors de la dernière séance de tir debout où le vent tourbillonnant rend l'exercice du tir particulièrement compliqué pour toutes les concurrentes. Wierer pénètre en seconde position sur le pas de tir à vingt-cinq secondes d'Alimbekava. Cette dernière ne se pose pas de question et tire rapidement malgré le vent, faisant trois fautes qui ne l'empêcheront pas de sortir en tête du quatrième tir (même si elle ne gagnera finalement pas). Dorothea Wierer choisit au contraire de temporiser en espérant l'accalmie. La scène semble interminable. Alors que ses concurrentes se succèdent sur le tapis et enchainent leurs tirs, quitte à concéder des tours de pénalité, Wierer reste pétrifiée en position d'attente à deux reprises : sur la première balle (qu'elle réussit) lâchée au bout de 53 secondes et la troisième balle, qu'elle tire 52 secondes après la précédente et qu'elle rate. Avec un tir effectué en 135 secondes, soit plus d'une minute et demie de perdue sur le tapis, et 3 tours de pénalité, elle rétrograde dans les profondeurs du classement pour terminer 26e de cette dernière course de la saison,,.
Après s'être rapprochée du podium, Dorothea Wierer termine la saison au cinquième rang du classement général, devancée par Eckhoff, Røiseland, Preuss et Hanna Öberg. Bien qu'elle n'ait jamais parue en mesure de défendre son gros globe, Wierer confirme pour la septième année consécutive sa régularité au plus haut niveau sur toute une saison. 

### Saison 2021-2022: médaille individuelle aux Jeux olympiques

#### Début de saison dans l'anonymat
Dorothea Wierer montre de bonnes dispositions dans les courses estivales de préparation. Cependant, les fantômes d'Östersund réapparaissent au début de la coupe du monde : fébrilité au tir et forme précaire sur les skis. L'étape d'Hochfilzen ne montre pas de progrès et, après 6 épreuves, elle se retrouve seulement 22e place au classement général. Les dernières épreuves de l'année au Grand Bornand sont un peu meilleures, avec notamment une mass-start qui la voit lutter pour le podium jusque dans les derniers mètres. Au tiers de la saison, Wierer compte 228 points de retard sur Roeiseland et n'est plus dans la lutte pour le classement général.

#### Renaissance en janvier
Les épreuves d'Oberhof laissent apparaître de meilleures dispositions pour Wierer, mais cela ne se traduit pas encore dans les résultats. L'Italienne montre enfin le visage des saisons précédentes à Ruhpolding où elle obtient un podium sur le sprint. Mais c'est encore une fois sur ses terres d'Antholz qu'elle parvient à se hisser à son meilleur niveau en signant un succès plein d'autorité dans la mass-start : alors qu'elle apparaît en milieu de classement après les tirs couchés où elle commet deux erreurs, Dorothea Wierer parvient à se rapprocher de la tête grâce à un niveau de ski inédit depuis le début de la saison. C'est alors qu'elle retrouve vitesse et précision dans les deux séances de tir debout qui la propulsent à la seconde place, 5 secondes derrière Chevalier-Bouchet et 7 secondes devant Alimbekava. Elle parvient rapidement à rejoindre la Française dans le dernier tour tout en résistant au retour d'Alimbekava. Les deux montées finales lui permettent de distancer définitivement ses adversaires et de pouvoir, bien avant la ligne d'arrivée, laisser éclater sa joie et célébrer celle qui sera son unique victoire de la saison.

#### Troisième médaille olympique
Grâce à ses bonnes performances récentes, Dorothea Wierer aborde les Jeux de Pékin en confiance et dans les meilleures dispositions. Les premiers résultats, sur le relais mixte (9e) et l'individuel (18e avec trois minutes de pénalité), sont cependant décevants. La troisième épreuve sera la bonne : elle sort la course parfaite lors du sprint pour empocher sa troisième médaille de bronze, après celles de 2014 et 2018 en relais mixte, sa première médaille individuelle aux Jeux. Parfaite sur le pas de tir (10/10) elle est seulement devancée par les deux plus grandes favorites, Marte Oslbu Røiseland, leader de la Coupe du monde, et Elvira Öberg, respectivement en or et en argent et toutes deux également sans faute au tir. Elle ne peut ensuite faire mieux que sixième sur la poursuite, mais ses Jeux sont déjà réussis. Après une belle performance individuelle en relais (sans faute au tir, cinquième place pour l'Italie), elle ne parvient pas à lutter sur le départ groupé de clôture, épreuve perturbée par le vent et le froid, et termine 22e de la course avec huit fautes.
En fin de saison, elle retrouve le podium à Kontiolahti en se classant troisième du relais et surtout 2e de la poursuite après avoir fini dix-septième du sprint (meilleur temps de poursuite isolée, 20/20 au tir). Elle termine au 9e rang du classement général de la Coupe du monde, comme la saison précédente, et troisième du classement de la mass start.

### Saison 2022-2023: deuxième du classement général et médailles en relais aux Mondiaux
Après un début de saison discret, un seul podium en décembre, Dorothea Wierer monte en régime avec deux podiums sprint-poursuite pour commencer l'année à Pokljuka. Le 19 janvier, elle renoue avec la victoire en remportant le sprint sur ses neiges à Antholz. Elle se présente ainsi dans de bonnes dispositions aux Championnats du monde 2023 en février à Oberhof. Si elle connaît l'échec sur les épreuves individuelles (pas un seul top 10) à cause d'un tir pas assez performant, elle est en revanche en réussite sur les deux courses collectives qu'elle dispute. En ouverture de la compétition elle obtient la médaille d'argent du relais mixte en compagnie de Lisa Vittozzi, Didier Bionaz et Tommaso Giacomel. Puis, le 18 février, elle et ses coéquipières (Vitozzi et les moins expérimentées Samuela Comola et Hanna Auchentaller) déjouent les pronostics pour remporter le titre mondial grâce notamment à un tir quasi parfait (un total de deux pioches seulement). Il s'agit de la première médaille d'or de l'Italie en relais féminin. Dans les deux cas, Wierer était le deuxième membre de l'équipe et a transmis le relais en tête de la course après avoir pioché une fois, au tir debout. À la reprise de la Coupe du monde en mars, Dorothea Wierer profite de sa forme du moment pour engranger les points et revenir de manière presque inattendue dans le match pour le classement général à une étape de la fin, grâce à un doublé victorieux à Östersund (sprint et mass-start). Elle est mathématiquement et chronologiquement la dernière à pouvoir priver de gros globe de cristal Julia Simon, la Française qui porte le dossard jaune depuis le huit décembre, mais la surprise n'a pas lieu. L'Italienne termine deuxième du classement général de la Coupe du monde 2022-2023, devant sa compatriote Vittozzi. Elle finit bien placée dans tous les classements par discipline (deuxième du sprint, troisième de la poursuite, quatrième de la mass-start et cinquième de l'individuel).

### Saison 2023-2024: méforme et absences
Dorothea Wierer alterne au cours de l'hiver les périodes d'activité et de repos, sans parvenir à briller. Elle dispute les trois premières étapes en décembre mais, son état de forme et ses résultats étant décevants, elle décide de faire une pause après la trêve de Noël pour mieux se préparer pour les championnats du monde. Elle est de retour en Coupe du monde à la fin du mois de janvier, à domicile à Antholz. En février 2024 à Nove Mesto en Tchéquie, elle manque ses objectifs mondiaux, ne pouvant faire mieux que dixième, sur le sprint. Ce résultat est son seul top 10 individuel de tout l'hiver. Elle met un terme à sa saison à l'issue des mondiaux, renonçant notamment à faire le long voyage pour la tournée nord-américaine. Elle termine la Coupe du monde 2023-2024 à une anecdotique 40e place au classement général.
Retraite sportive
Après les JO dans son pays, elle met un terme dans sa carrière sportive.

## Palmarès

### Jeux olympiques
| Édition \ Épreuve | Individuel | Sprint                              | Poursuite | Mass start | Relais | Relais mixte                        |
| ----------------- | ---------- | ----------------------------------- | --------- | ---------- | ------ | ----------------------------------- |
| Sotchi 2014       | DNS        | 6e                                  | 16e       | 24e        | 5e     | Médaille de bronze, Jeux olympiques |
| Pyeongchang 2018  | 7e         | 18e                                 | 15e       | 6e         | 9e     | Médaille de bronze, Jeux olympiques |
| Pékin 2022        | 18e        | Médaille de bronze, Jeux olympiques | 6e        | 22e        | 5e     | 9e                                  |

Légende :
- : première place, médaille d'or
- : deuxième place, médaille d'argent
- : troisième place, médaille de bronze
- DNS : non partante

### Championnats du monde
| Édition \ Épreuve       | Individuel           | Sprint | Poursuite                | Mass start               | Relais                    | Relais mixte              | Relais mixte simple              |
| ----------------------- | -------------------- | ------ | ------------------------ | ------------------------ | ------------------------- | ------------------------- | -------------------------------- |
| Khanty-Mansiïsk 2011    | —                    | 27e    | 9e                       | 20e                      | 4e                        | —                         | Épreuve inexistante à cette date |
| Ruhpolding 2012         | 41e                  | 61e    | —                        | —                        | 12e                       | —                         | Épreuve inexistante à cette date |
| Nové Město 2013         | 58e                  | 21e    | 30e                      | —                        | Médaille de bronze, monde | 4e                        | Épreuve inexistante à cette date |
| Kontiolahti 2015        | 4e                   | 20e    | 9e                       | 26e                      | Médaille de bronze, monde | 7e                        | Épreuve inexistante à cette date |
| Oslo-Holmenkollen 2016  | 8e                   | 5e     | Médaille d'argent, monde | 20e                      | 7e                        | 8e                        | Épreuve inexistante à cette date |
| Hochfilzen 2017         | 16e                  | 21e    | 10e                      | 8e                       | 5e                        | 4e                        | Épreuve inexistante à cette date |
| Östersund 2019          | 8e                   | 10e    | 20e                      | Médaille d'or, monde     | —                         | Médaille de bronze, monde | Médaille d'argent, monde         |
| Antholz-Anterselva 2020 | Médaille d'or, monde | 7e     | Médaille d'or, monde     | Médaille d'argent, monde | 10e                       | Médaille d'argent, monde  | 9e                               |
| Pokljuka 2021           | 9e                   | 20e    | 4e                       | 8e                       | 9e                        | 6e                        | 5e                               |
| Oberhof 2023            | 15e                  | 19e    | 11e                      | 14e                      | Médaille d'or, monde      | Médaille d'argent, monde  | —                                |
| Nové Město 2024         | 14e                  | 10e    | 21e                      | 20e                      | 11e                       | 10e                       | —                                |
| Lenzerheide 2025        | —                    | 21e    | N.P.                     | —                        | 7e                        | 7e                        | 7e                               |

Légende :
- : première place, médaille d'or
- : deuxième place, médaille d'argent
- : troisième place, médaille de bronze
- — : non disputée par Wierer
- : pas d'épreuve
- N.P. : non-partante

### Coupe du monde
- 2 gros globes de cristal en 2019 et 2020.
- 4 petits globes de cristal :
  - Vainqueur du classement de l'individuel en 2016 et 2021.
  - Vainqueur du classement de la poursuite en 2019.
  - Vainqueur du classement de la mass start en 2020.
- 80 podiums : 
  - 50 podiums individuels : 16 victoires (dont trois titres aux championnats du monde), 18 deuxièmes places (dont deux médailles d'argent aux championnats du monde) et 16 troisièmes places (dont une médaille de bronze olympique).
  - 13 podiums en relais : 3 victoires, 2 deuxièmes places et 8 troisièmes places (dont deux médailles de bronze aux championnats du monde).
  - 15 podiums en relais mixte : 2 victoires, 7 deuxièmes places et 6 troisièmes places (dont deux médailles de bronze olympique, une médaille d'argent et une médaille de bronze aux championnats du monde).
  - 2 podiums en relais simple mixte : 1 victoire et 1 deuxième place (dont une médaille d'argent aux championnats du monde).

 Dernière mise à jour le 20 janvier 2024 

#### Victoires
| Saison \ Épreuve | Individuel                        | Sprint               | Poursuite                         | Mass start               | Total |
| ---------------- | --------------------------------- | -------------------- | --------------------------------- | ------------------------ | ----- |
| 2015-2016        | Östersund Ruhpolding              |                      |                                   | Canmore                  | 3     |
| 2017-2018        | Ruhpolding                        |                      |                                   |                          | 1     |
| 2018-2019        |                                   | Hochfilzen           | Antholz-Anterselva                | Östersund (Ch. du monde) | 3     |
| 2019-2020        | Antholz-Anterselva (Ch. du monde) | Östersund Hochfilzen | Antholz-Anterselva (Ch. du monde) |                          | 4     |
| 2020-2021        | Kontiolahti                       |                      |                                   |                          | 1     |
| 2021-2022        |                                   |                      |                                   | Antholz-Anterselva       | 1     |
| 2022-2023        | Östersund                         | Antholz-Anterselva   |                                   | Östersund                | 3     |
| Total            | 6                                 | 4                    | 2                                 | 4                        | 16    |

Dernière mise à jour le 12 mars 2023

#### Classements en Coupe du monde par saison
| Saison    | Individuel | Individuel | Sprint | Sprint   | Poursuite | Poursuite | Mass start | Mass start | Général | Général  |
| Saison    | Points     | Position   | Points | Position | Points    | Position  | Points     | Position   | Points  | Position |
| --------- | ---------- | ---------- | ------ | -------- | --------- | --------- | ---------- | ---------- | ------- | -------- |
| 2008-2009 |            |            | -      | nc       |           |           |            |            | -       | nc       |
|           |            |            |        |          |           |           |            |            |         |          |
| 2010-2011 |            |            | 32     | 56e      | 37        | 45e       | 21         | 39e        | 90      | 52e      |
| 2011-2012 | -          | nc         | 6      | 75e      | -         | nc        |            |            | 6       | 87e      |
| 2012-2013 | 21         | 39e        | 63     | 40e      | 87        | 29e       |            |            | 171     | 38e      |
| 2013-2014 | 62         | 7e         | 148    | 16e      | 143       | 15e       | 57         | 20e        | 410     | 15e      |
| 2014-2015 | 70         | 14e        | 335    | 4e       | 215       | 5e        | 131        | 11e        | 751     | 7e       |
| 2015-2016 | 154        | 1re        | 327    | 3e       | 348       | 2e        | 148        | 8e         | 965     | 3e       |
| 2016-2017 | 47         | 22e        | 246    | 8e       | 287       | 5e        | 156        | 5e         | 721     | 5e       |
| 2017-2018 | 60         | 6e         | 228    | 8e       | 264       | 4e        | 131        | 11e        | 681     | 5e       |
| 2018-2019 | 90         | 6e         | 330    | 2e       | 328       | 1re       | 194        | 2e         | 925     | 1re      |
| 2019-2020 | 114        | 2e         | 305    | 2e       | 186       | 2e        | 223        | 1re        | 793     | 1re      |
| 2020-2021 | 103        | 1re=       | 282    | 4e       | 220       | 7e        | 144        | 8e         | 821     | 5e       |
| 2021-2022 | 44         | 11e        | 196    | 13e      | 185       | 9e        | 152        | 3e         | 577     | 9e       |
| 2022-2023 | 143        | 5e         | 314    | 2e       | 285       | 3e        | 169        | 4e         | 911     | 2e       |
| 2023-2024 | 51         | 18e        | 48     | 43e      | 51        | 39e       | -          | -          | 150     | 40e      |
| 2024-2025 | -          | nc         | 202    | 9e       | 138       | 13e       | '          | '          | '       | '        |

#### Résultats détaillés en Coupe du monde
| Résultats détaillés en Coupe du monde | Résultats détaillés en Coupe du monde | Résultats détaillés en Coupe du monde | Résultats détaillés en Coupe du monde | Résultats détaillés en Coupe du monde | Résultats détaillés en Coupe du monde | Résultats détaillés en Coupe du monde | Résultats détaillés en Coupe du monde | Résultats détaillés en Coupe du monde | Résultats détaillés en Coupe du monde | Résultats détaillés en Coupe du monde | Résultats détaillés en Coupe du monde | Résultats détaillés en Coupe du monde | Résultats détaillés en Coupe du monde | Résultats détaillés en Coupe du monde | Résultats détaillés en Coupe du monde | Résultats détaillés en Coupe du monde | Résultats détaillés en Coupe du monde | Résultats détaillés en Coupe du monde | Résultats détaillés en Coupe du monde | Résultats détaillés en Coupe du monde | Résultats détaillés en Coupe du monde | Résultats détaillés en Coupe du monde | Résultats détaillés en Coupe du monde | Résultats détaillés en Coupe du monde | Résultats détaillés en Coupe du monde | Résultats détaillés en Coupe du monde | Résultats détaillés en Coupe du monde | Résultats détaillés en Coupe du monde | Résultats détaillés en Coupe du monde | Résultats détaillés en Coupe du monde |
| Saison                                | 1                                     | 2                                     | 3                                     | 4                                     | 5                                     | 6                                     | 7                                     | 8                                     | 9                                     | 10                                    | 11                                    | 12                                    | 13                                    | 14                                    | 15                                    | 16                                    | 17                                    | 18                                    | 19                                    | 20                                    | 21                                    | 22                                    | 23                                    | 24                                    | 25                                    | 26                                    | 27                                    | Classement                            |                                       |                                       |
| ------------------------------------- | ------------------------------------- | ------------------------------------- | ------------------------------------- | ------------------------------------- | ------------------------------------- | ------------------------------------- | ------------------------------------- | ------------------------------------- | ------------------------------------- | ------------------------------------- | ------------------------------------- | ------------------------------------- | ------------------------------------- | ------------------------------------- | ------------------------------------- | ------------------------------------- | ------------------------------------- | ------------------------------------- | ------------------------------------- | ------------------------------------- | ------------------------------------- | ------------------------------------- | ------------------------------------- | ------------------------------------- | ------------------------------------- | ------------------------------------- | ------------------------------------- | ------------------------------------- | ------------------------------------- | ------------------------------------- |
| 2008-2009                             |                                       |                                       |                                       |                                       |                                       |                                       |                                       |                                       |                                       |                                       |                                       |                                       |                                       |                                       | .                                     | .                                     | .                                     | .                                     |                                       |                                       |                                       |                                       |                                       |                                       |                                       |                                       |                                       | n.c.                                  |                                       |                                       |
| 2008-2009                             | IN                                    | SP                                    | PU                                    | SP                                    | PU                                    | IN                                    | SP                                    | SP 69e                                | MS                                    | SP                                    | PU                                    | SP                                    | PU                                    | MS                                    | SP                                    | PU                                    | IN                                    | MS                                    | IN N.P.                               | SP 72e                                | SP                                    | PU                                    | MS                                    | SP                                    | PU                                    | MS                                    |                                       | n.c.                                  |                                       |                                       |
|                                       |                                       |                                       |                                       |                                       |                                       |                                       |                                       |                                       |                                       |                                       |                                       |                                       |                                       |                                       |                                       |                                       |                                       |                                       |                                       |                                       |                                       |                                       |                                       |                                       |                                       |                                       |                                       |                                       |                                       |                                       |
| 2010-2011                             |                                       |                                       |                                       |                                       |                                       |                                       |                                       |                                       |                                       |                                       |                                       |                                       |                                       |                                       |                                       |                                       |                                       |                                       |                                       | .                                     | .                                     | .                                     | .                                     |                                       |                                       |                                       |                                       | 52e                                   |                                       |                                       |
| 2010-2011                             | IN                                    | SP                                    | PU                                    | SP 81e                                | PU                                    | IN                                    | SP                                    | SP 64e                                | MS                                    | IN N.P.                               | SP 23e=                               | PU 36e                                | SP                                    | MS                                    | SP                                    | PU                                    | SP                                    | PU                                    | MS                                    | SP 27e                                | PU 9e                                 | IN                                    | MS 20e                                | SP 45e                                | PU 43e                                | MS                                    |                                       | 52e                                   |                                       |                                       |
| 2011-2012                             |                                       |                                       |                                       |                                       |                                       |                                       |                                       |                                       |                                       |                                       |                                       |                                       |                                       |                                       |                                       |                                       |                                       |                                       |                                       | .                                     | .                                     | .                                     | .                                     |                                       |                                       |                                       |                                       | 87e                                   |                                       |                                       |
| 2011-2012                             | IN 48e                                | SP 71e                                | PU                                    | SP 50e                                | PU N.P.                               | SP 52e                                | PU 42e                                | SP 58e                                | MS                                    | IN 68e                                | SP 35e                                | PU 47e                                | SP 49e                                | MS                                    | SP 49e                                | PU 44e                                | MS                                    | SP 63e                                | PU                                    | SP 61e                                | PU                                    | IN 41e                                | MS                                    | SP                                    | PU                                    | MS                                    |                                       | 87e                                   |                                       |                                       |
| 2012-2013                             |                                       |                                       |                                       |                                       |                                       |                                       |                                       |                                       |                                       |                                       |                                       |                                       |                                       |                                       | .                                     | .                                     | .                                     | .                                     |                                       |                                       |                                       |                                       |                                       |                                       |                                       |                                       |                                       | 38e                                   |                                       |                                       |
| 2012-2013                             | IN 49e                                | SP 67e                                | PU                                    | SP 38e                                | PU 30e                                | SP                                    | PU                                    | MS                                    | SP 22e                                | PU 18e                                | SP 82e                                | MS                                    | SP 29e                                | PU 21e                                | SP 21e                                | PU 30e                                | IN 58e                                | MS                                    | SP 60e                                | PU N.P.                               | MS                                    | IN 20e                                | SP 61e                                | SP 32e                                | PU 19e                                | MS                                    |                                       | 38e                                   |                                       |                                       |
| 2013-2014                             |                                       |                                       |                                       |                                       |                                       |                                       |                                       |                                       |                                       |                                       |                                       |                                       |                                       |                                       | .                                     | .                                     | .                                     | .                                     |                                       |                                       |                                       |                                       |                                       |                                       |                                       |                                       |                                       | 15e                                   |                                       |                                       |
| 2013-2014                             | IN 7e                                 | SP 40e                                | PU Ann.                               | SP 38e=                               | PU 22e                                | SP 32e                                | PU 27e                                | SP 9e                                 | PU 21e                                | MS 23e                                | IN 15e                                | PU 20e                                | SP 25e                                | PU 20e                                | SP 6e                                 | PU 16e                                | IN N.P.                               | MS 24e                                | SP 5e                                 | PU 3e                                 | MS 16e                                | SP 32e                                | SP 6e                                 | PU 45e                                | SP Ab.                                | PU                                    | MS 27e                                | 15e                                   |                                       |                                       |
| 2014-2015                             |                                       |                                       |                                       |                                       |                                       |                                       |                                       |                                       |                                       |                                       |                                       |                                       |                                       |                                       |                                       |                                       |                                       |                                       | .                                     | .                                     | .                                     | .                                     |                                       |                                       |                                       |                                       |                                       | 7e                                    |                                       |                                       |
| 2014-2015                             | IN N.P.                               | SP 4e                                 | PU 3e                                 | SP 12e                                | PU 14e                                | SP 2e                                 | PU 4e                                 | MS 6e                                 | SP 2e                                 | MS 12e                                | SP 9e                                 | MS 13e                                | SP 17e                                | PU 10e                                | SP                                    | PU                                    | IN 14e                                | SP 6e                                 | SP 20e                                | PU 9e                                 | IN 4e                                 | MS 26e                                | SP 5e                                 | PU 8e                                 | MS 15e                                |                                       |                                       | 7e                                    |                                       |                                       |
| 2015-2016                             |                                       |                                       |                                       |                                       |                                       |                                       |                                       |                                       |                                       |                                       |                                       |                                       |                                       |                                       |                                       |                                       |                                       |                                       |                                       | .                                     | .                                     | .                                     | .                                     |                                       |                                       |                                       |                                       | 3e                                    |                                       |                                       |
| 2015-2016                             | IN 1er                                | SP 20e                                | PU 2e                                 | SP 16e                                | PU 8e                                 | SP 16e                                | PU 11e                                | MS 20e                                | SP 6e                                 | PU 3e                                 | MS 25e                                | IN 1er                                | MS 8e                                 | SP 2e                                 | PU 3e                                 | SP 3e                                 | MS 1er                                | SP 7e                                 | PU 9e                                 | SP 5e                                 | PU 2e                                 | IN 8e                                 | MS 20e                                | SP 5e                                 | PU 3e                                 | MS Ann.                               |                                       | 3e                                    |                                       |                                       |
| 2016-2017                             |                                       |                                       |                                       |                                       |                                       |                                       |                                       |                                       |                                       |                                       |                                       |                                       |                                       |                                       |                                       | .                                     | .                                     | .                                     | .                                     |                                       |                                       |                                       |                                       |                                       |                                       |                                       |                                       | 5e                                    |                                       |                                       |
| 2016-2017                             | IN 30e                                | SP 19e                                | PU 3e                                 | SP 21e                                | PU 18e                                | SP 7e                                 | PU 2e                                 | MS 3e                                 | SP 6e                                 | PU 8e                                 | MS 17e                                | SP 5e                                 | PU 7e                                 | IN 30e                                | MS 17e                                | SP 21e                                | PU 10e                                | IN 16e                                | MS 8e                                 | SP 13e                                | PU 18e                                | SP 21e                                | PU 37e                                | SP 19e                                | PU 8e                                 | MS 15e                                |                                       | 5e                                    |                                       |                                       |
| 2017-2018                             |                                       |                                       |                                       |                                       |                                       |                                       |                                       |                                       |                                       |                                       |                                       |                                       |                                       |                                       |                                       | .                                     | .                                     | .                                     | .                                     |                                       |                                       |                                       |                                       |                                       |                                       |                                       |                                       | 5e                                    |                                       |                                       |
| 2017-2018                             | IN 52e                                | SP 9e                                 | PU 13e                                | SP 3e                                 | PU 4e                                 | SP 15e                                | PU 11e                                | MS 9e                                 | SP 16e                                | PU 2e                                 | IN 1er                                | MS 20e                                | SP 7e                                 | PU 2e                                 | MS 7e                                 | SP 18e                                | PU 15e                                | IN 7e                                 | MS 6e                                 | SP 18e                                | MS 21e                                | SP 39e                                | PU 11e                                | SP 7e                                 | PU 16e                                | MS 19e                                |                                       | 5e                                    |                                       |                                       |
| 2018-2019                             |                                       |                                       |                                       |                                       |                                       |                                       |                                       |                                       |                                       |                                       |                                       |                                       |                                       |                                       |                                       |                                       |                                       |                                       |                                       | .                                     | .                                     | .                                     | .                                     |                                       |                                       |                                       |                                       | 1er                                   |                                       |                                       |
| 2018-2019                             | IN 7e                                 | SP 2e                                 | PU 2e                                 | SP 1er                                | PU 3e                                 | SP 9e                                 | PU 2e                                 | MS 4e                                 | SP 24e                                | PU 5e                                 | SP 6e                                 | MS 19e                                | SP 8e                                 | PU 1er                                | MS 5e                                 | SI 21e                                | SP Ann.                               | SP 8e                                 | PU 19e                                | SP 10e                                | PU 20e                                | IN 8e                                 | MS 1er                                | SP 11e                                | PU 12e                                | MS 12e                                |                                       | 1er                                   |                                       |                                       |
| 2019-2020                             |                                       |                                       |                                       |                                       |                                       |                                       |                                       |                                       |                                       |                                       |                                       |                                       |                                       | .                                     | .                                     | .                                     | .                                     |                                       |                                       |                                       |                                       |                                       |                                       |                                       |                                       |                                       |                                       | 1er                                   |                                       |                                       |
| 2019-2020                             | SP 1er                                | IN 7e                                 | SP 1er                                | PU 9e                                 | SP 22e                                | PU 4e                                 | MS 2e                                 | SP 4e                                 | MS 4e                                 | SP 3e                                 | PU 20e                                | IN 23e                                | MS 9e                                 | SP 7e                                 | PU 1er                                | IN 1er                                | MS 2e                                 | SP 24e                                | MS 5e                                 | SP 19e                                | PU 11e                                | SP Ann.                               | PU Ann.                               | MS Ann.                               |                                       |                                       |                                       | 1er                                   |                                       |                                       |
| 2020-2021                             |                                       |                                       |                                       |                                       |                                       |                                       |                                       |                                       |                                       |                                       |                                       |                                       |                                       |                                       |                                       | .                                     | .                                     | .                                     | .                                     |                                       |                                       |                                       |                                       |                                       |                                       |                                       |                                       | 5e                                    |                                       |                                       |
| 2020-2021                             | IN 1er                                | SP 22e                                | SP 28e                                | PU 20e                                | SP 8e                                 | PU 6e                                 | SP 10e                                | PU 5e                                 | MS 3e                                 | SP 31e                                | PU 7e                                 | SP 2e                                 | MS 6e                                 | IN 4e                                 | MS 17e                                | SP 20e                                | PU 4e                                 | IN 9e                                 | MS 8e                                 | SP 5e                                 | PU 34e                                | SP 3e                                 | PU 5e                                 | SP 2e                                 | PU 18e                                | MS 26e                                |                                       | 5e                                    |                                       |                                       |
| 2021-2022                             |                                       |                                       |                                       |                                       |                                       |                                       |                                       |                                       |                                       |                                       |                                       |                                       |                                       |                                       |                                       | .                                     | .                                     | .                                     | .                                     |                                       |                                       |                                       |                                       |                                       |                                       |                                       |                                       | 9e                                    |                                       |                                       |
| 2021-2022                             | IN 37e                                | SP 23e                                | SP 16e                                | PU 13e                                | SP 33e                                | PU 31e                                | SP 19e                                | PU 10e                                | MS 4e                                 | SP 10e                                | PU 15e                                | SP 3e                                 | PU 7e                                 | IN 5e                                 | MS 1er                                | IN 18e                                | SP 3e                                 | PU 6e                                 | MS 22e                                | SP 17e                                | PU 2e                                 | SP 21e                                | MS 21e                                | SP 67e                                | PU                                    | MS 12e                                |                                       | 9e                                    |                                       |                                       |
| 2022-2023                             |                                       |                                       |                                       |                                       |                                       |                                       |                                       |                                       |                                       |                                       |                                       |                                       |                                       |                                       | .                                     | .                                     | .                                     | .                                     |                                       |                                       |                                       |                                       |                                       |                                       |                                       |                                       |                                       | 2e                                    |                                       |                                       |
| 2022-2023                             | IN 38e                                | SP 9e                                 | PU 2e                                 | SP 7e                                 | PU 13e                                | SP 13e                                | PU 5e                                 | MS 12e                                | SP 3e                                 | PU 2e                                 | IN 4e                                 | MS 23e                                | SP 1er                                | PU 7e                                 | SP 19e                                | PU 11e                                | IN 15e                                | MS 14e                                | SP 4e                                 | PU 15e                                | IN 1er                                | MS 1er                                | SP 23e                                | PU Ann.                               | MS 8e                                 |                                       |                                       | 2e                                    |                                       |                                       |
| 2023-2024                             |                                       |                                       |                                       |                                       |                                       |                                       |                                       |                                       |                                       |                                       |                                       |                                       |                                       |                                       | .                                     | .                                     | .                                     | .                                     |                                       |                                       |                                       |                                       |                                       |                                       |                                       |                                       |                                       | 40e                                   |                                       |                                       |
| 2023-2024                             | IN 17e                                | SP 17e                                | PU 14e                                | SP 26e                                | PU 17e                                | SP 32e                                | PU                                    | MS                                    | SP                                    | PU                                    | SP                                    | PU                                    | SI 14e                                | MS                                    | SP 10e                                | PU 21e                                | IN 14e                                | MS 20e                                | IN                                    | MS                                    | SP                                    | PU                                    | SP                                    | PU                                    | MS                                    |                                       |                                       | 40e                                   |                                       |                                       |
| 2024-2025                             |                                       |                                       |                                       |                                       |                                       |                                       |                                       |                                       |                                       |                                       |                                       |                                       |                                       |                                       | .                                     | .                                     | .                                     | .                                     |                                       |                                       |                                       |                                       |                                       |                                       |                                       |                                       |                                       |                                       |                                       |                                       |
| 2024-2025                             | SI 51e                                | SP 11e                                | MS 6e                                 | SP 9e                                 | PU 20e                                | SP 20e                                | PU 9e                                 | MS 29e                                | SP 19e                                | PU 16e                                | IN 47e                                | MS 4e                                 | SP 4e                                 | PU 33e                                | SP 21e                                | PU N.P.                               | IN                                    | MS                                    | SP 9e                                 | PU 6e                                 | IN                                    | MS                                    | SP 35e<                               | PU 36e<                               | MS                                    |                                       |                                       |                                       |                                       |                                       |

### Championnats d'Europe Open
- Ridnaun-Val Ridanna 2011
  -  Médaille d'argent du relais

### Championnats du monde juniors et de la jeunesse
| Édition \ Épreuve         | Individuel           | Sprint               | Poursuite            | Relais                    |
| ------------------------- | -------------------- | -------------------- | -------------------- | ------------------------- |
| Martell-Val Martello 2007 | 10e                  | 16e                  | 14e                  | 12e                       |
| Ruhpolding 2008           | Médaille d'or, monde | 8e                   | 21e                  | Médaille de bronze, monde |
| Canmore 2009              | 7e                   | 4e                   | Médaille d'or, monde | Médaille de bronze, monde |
| Torsby 2010               | 6e                   | 13e                  | 11e                  | —                         |
| Nové Město 2011           | Médaille d'or, monde | Médaille d'or, monde | Médaille d'or, monde | Médaille d'argent, monde  |

Légende :
- Championnats du monde de la jeunesse

### Championnats d'Europe juniors
| Édition \ Épreuve        | Individuel | Sprint                   | Poursuite            | Relais                           | Relais mixte                     |
| ------------------------ | ---------- | ------------------------ | -------------------- | -------------------------------- | -------------------------------- |
| Nové Město 2008          | 17e        | 26e                      | N.P.                 | 5e                               | Épreuve inexistante à cette date |
| Ridnaun-Val Ridanna 2011 | —          | Médaille d'argent, monde | Médaille d'or, monde | Épreuve inexistante à cette date | —                                |

### Championnats du monde de biathlon d'été
| Édition \ Épreuve               | Super sprint                     | Sprint               | Poursuite                        | Mass start                       | Relais mixte                     |
| ------------------------------- | -------------------------------- | -------------------- | -------------------------------- | -------------------------------- | -------------------------------- |
| Haute Maurienne 2008 ( Junior ) | Épreuve inexistante à cette date | 5e                   | 4e                               | Épreuve inexistante à cette date | 4e                               |
| Forni Avoltri 2013              | Épreuve inexistante à cette date | Médaille d'or, monde | N.P.                             | Épreuve inexistante à cette date | —                                |
| Ruhpolding 2022                 | Médaille d'or, monde             | 7e                   | Épreuve inexistante à cette date | Médaille d'or, monde             | Épreuve inexistante à cette date |

### Jeux mondiaux militaires d'hiver
| Édition \ Épreuve | Sprint par équipes | Patrouille féminine |
| ----------------- | ------------------ | ------------------- |
| Annecy 2013       | Or                 | Bronze              |

## Sportive «bankable»
En septembre 2020, la société américaine de marketing Nielsen a publié son top 50 annuel des sportifs les plus « bankables » du monde sur les réseaux sociaux. Pour établir cette hiérarchie, elle a suivi pendant les 12 mois précédents plus de 6000 comptes Instagram d’athlètes issus de 21 sports en se basant sur quatre principaux critères : la pertinence, la portée, les retours et la résonance. Dorothea Wierer était présente à la 47e place; elle était la seule skieuse de ce top 50 avec Mikaela Shiffrin, 49e.

## Vie privée
Depuis 2015, Dorothea Wierer est mariée à Stefano Corradini, l'entraîneur de ski de fond du Trentin. Ils vivent à Castello-Molina.

## Distinction
- Collare d'oro al merito sportivo en 2023[68]
- Médaille Holmenkollen en 2025[69]